# Belbédji (Departement)
Belbédji ist ein Departement in der Region Zinder in Niger.

## Geographie

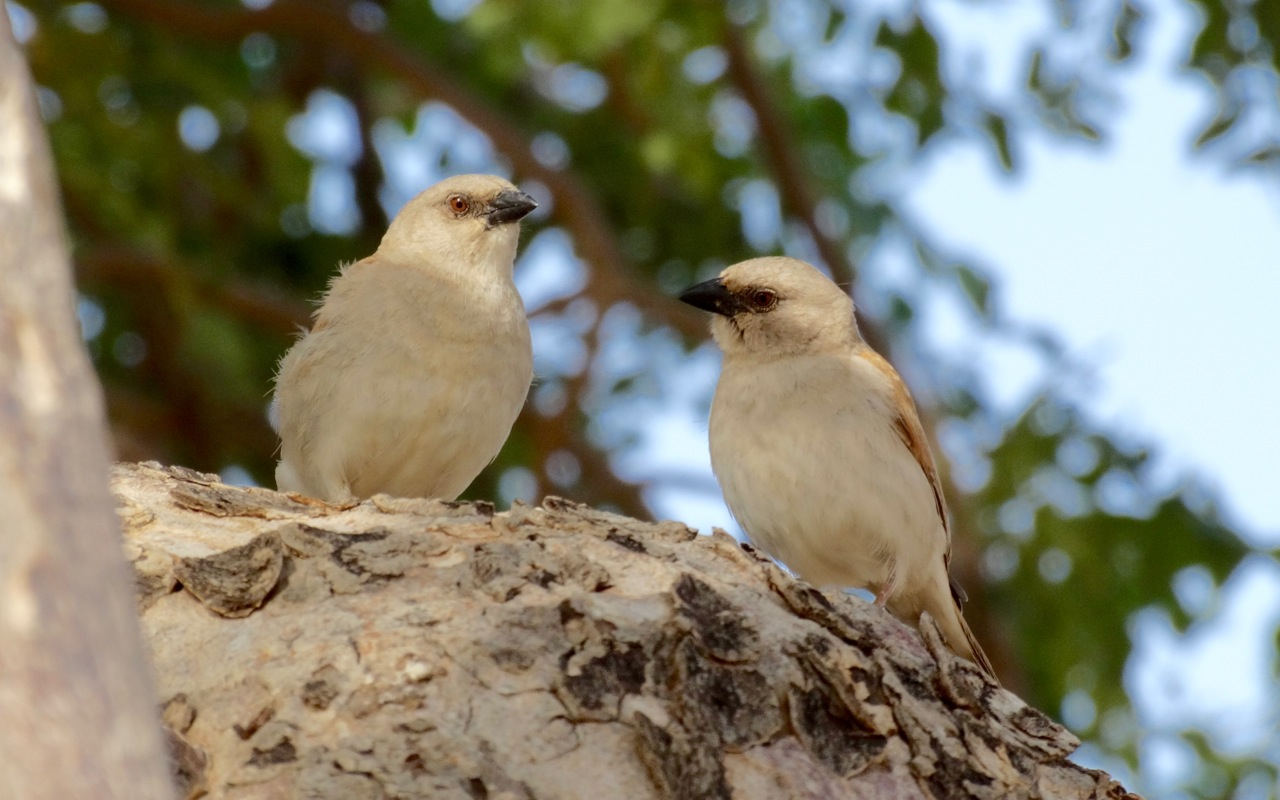
Junge Graukopfsperlinge bei Belbédji

Das Departement liegt im Zentrum des Landes. Es erstreckt sich über das Gebiet der Landgemeinde Tarka. Der namensgebende Hauptort ist Belbédji. Durch das Departement verläuft das Tarka-Tal.

## Geschichte
Das Departement geht auf den Verwaltungsposten (poste administratif) von Belbédji zurück, der 1988 eingerichtet wurde. 2011 wurde der Verwaltungsposten aus dem Departement Tanout herausgelöst und zum Departement Belbédji erhoben.

## Bevölkerung
Das Departement Belbédji hat gemäß der Volkszählung 2012 97.484 Einwohner. Von 2001 bis 2012 stieg die Einwohnerzahl jährlich durchschnittlich um 4,1 % (landesweit: 3,9 %).

## Verwaltung
An der Spitze des Departements steht ein Präfekt (französisch: préfet), der vom Ministerrat auf Vorschlag des Innenministers ernannt wird.
| Amtszeit                      | Name                                           |
| ----------------------------- | ---------------------------------------------- |
| 29. Feb. 2012 – 29. Jul. 2016 | Harouna Yacoudima                              |
| 29. Jul. 2016 – 23. Mär. 2017 | Ibrahim Abbalélé                               |
| 23. Mär. 2017 – 9. Okt. 2018  | Harou Issoufou Chaïbou                         |
| 9. Okt. 2018 – 4. Dez. 2020   | Ousmane Maï Kassoua (alias Ousmane Maïkassoua) |
| 11. Dez. 2020 – 8. Nov. 2021  | Seydou Ousmane                                 |
| 8. Nov. 2021 – 30. Nov. 2022  | Housseini Djaho                                |
| 30. Nov. 2022 – 24. Aug. 2023 | Assoumane Salifou                              |
| seit 24. Aug. 2023            | Chékarou Nomaou                                |